# Hermann Schwarz
Karl Hermann Amandus Schwarz (Hermsdorf, 25 gennaio 1843 – Berlino, 30 novembre 1921) è stato un matematico tedesco, noto per i suoi contributi all'analisi complessa.

## Biografia
Schwarz fu inizialmente studente di chimica a Berlino, e successivamente avvicinato alla matematica da Kummer e Weierstrass. Fu quindi professore a Halle tra il 1867 e il 1869. Quindi si spostò a Zurigo, nel 1875 a Gottinga e finalmente a Berlino nel 1892. 
La sua ricerca ha riguardato l'analisi funzionale, la geometria differenziale ed il calcolo delle variazioni. Tra i suoi lavori troviamo Bestimmung einer speziellen Minimalfläche (1871) e Gesammelte mathematische Abhandlungen (1890). Furono suoi studenti Lipot Fejer, Paul Koebe e Ernst Zermelo.

## Teoremi
Il nome di Schwarz (da non confondere con Schwartz, matematico francese) compare in numerosi risultati. Tra questi la disuguaglianza di Cauchy-Schwarz, il lemma di Schwarz e il teorema di Schwarz sull'uguaglianza delle derivate seconde miste.